# Музей лужицких сербов

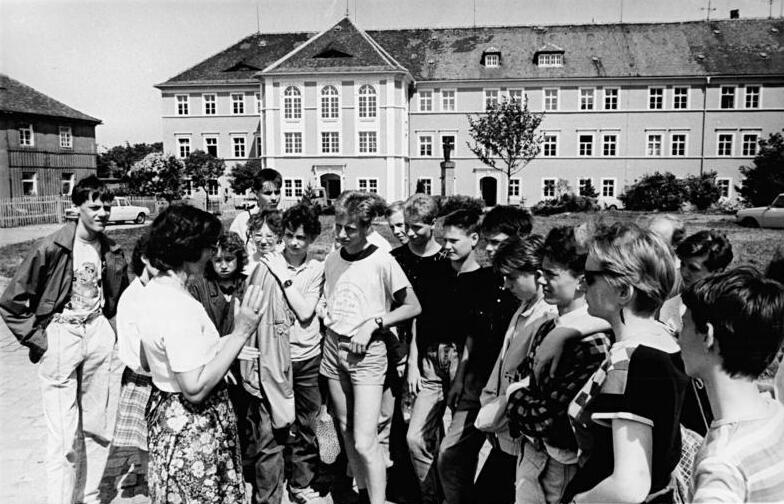
Соляной дом, 1953 год

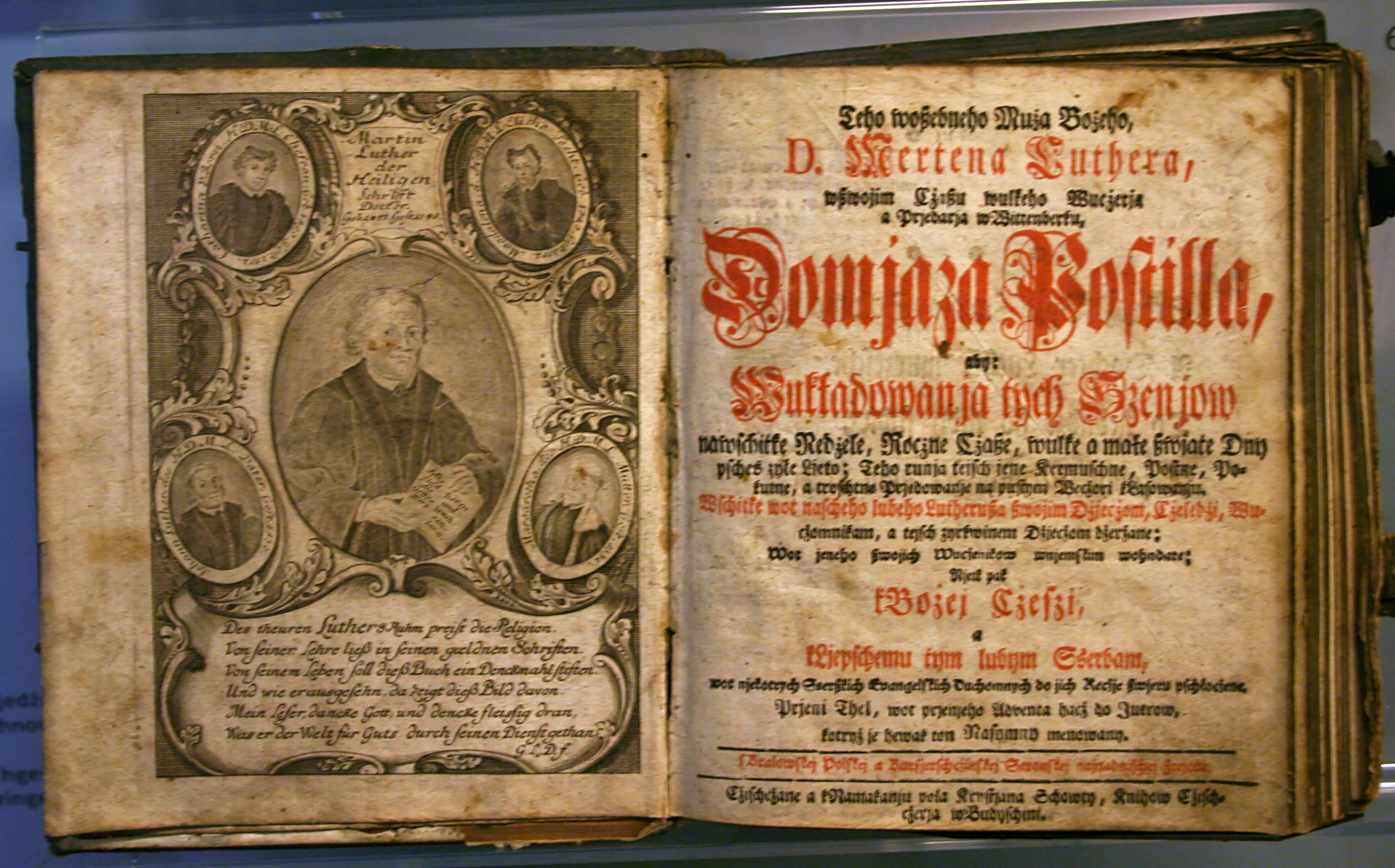

Музей лужицких сербов (нем. Sorbisches Museum, в.-луж. Serbski muzej) — краеведческий музей, находящийся в Соляном доме в районе Ортенбург саксонского города Баутцен, Германия. Важнейшее музейное учреждение по истории лужицкого народа.
Здание музея является памятником истории и культуры земли Саксония (№ 09251011).

## История
Вскоре после основания лужицкого культурно-просветительского общества «Матица сербская» было решено собирать материалы, касающиеся истории и культуры лужицкого народа. В 1856 году на съезде членов «Матица сербская» было принято решение создать историко-археологический отдел, который стал собирать материалы, касающиеся истории и культуры лужицкого народа. В 1896 году историко-археологический отдел «Матицы сербской» открыл в Дрездене выставку лужицкого прикладного искусства «Wendischen Dorf», которая стала основой будущего музея. В 1904 году в Баутцене был открыт Лужицкий дом, на третьем этаже которого была расположена музейная экспозиция под названием «Wendische (Sorbische) Museum». В 1937 году Лужицкий дом был закрыт нацистскими властями, и Музей лужицких сербов прекратил функционировать. В 1942 году собрание музея было передано в городской музей Баутцена. В 1957 году в городе Хойерсверде был открыт Музей лужицкой истории и этнографии (Museum für sorbische Geschichte und Volkskunde). С увеличением музейных экспонатов Музей лужицкой истории и этнографии был перенесён в Баутцен в новый Сербский дом. В 1976 году коллекция музея была размещена в Соляном доме в городском районе Ортенбург. До 1988 года Музей лужицких сербов принадлежал Ассоциации музеев Баутцена. После реконструкции музейного собрания музей был открыт в июне 1989 года как самостоятельное музейное учреждение.
В настоящее время Музей лужицких сербов представляет собрание по истории лужицкого народа и его культуре. Собрание музея составляет около 23 тысяч экспонатов. Музей экспонирует 4 выставки: история лужичан с древнейших времён до нашего времени, культура и образ жизни лужичан, лужицкие языки зарождение лужицкой литературы и лужицкое изобразительное искусство.
В банкетном зале музея регулярно проходят различные культурные и просветительские мероприятия.

## История здания
Соляной дом Баутцена был построен в 1782 году как городской соляной склад. С 1835 году в здании размещалось королевский Саксонский апелляционный суд. В 1869 году здание было перестроено и с тех пор имеет современный вид. Во время Второй мировой войны в здании находилось местное отделение НСДАП и городское отделение гестапо. Во времена ГДР здание использовалось под жильё. В 2003 году здание было отремонтировано.

## Директора музея
- Якуб Шевчик (1900—1908);
- Михал Вераб (1908—1932);
- Павол Недо (1932—1934);
- Ян Мешканк (1935—1941);
- Герхард Мёльке (1957—1959);
- Арношт Ковар (1961—1980);
- Ганка Фасцина (1982—1992);
- Томаш Навка (1993—2014);
- Христина Богушова (с 2014 года).